# Mesopotâmia argentina

Localização da região

A Mesopotâmia argentina é uma região geográfica da Argentina formada pelas províncias de Misiones, Corrientes e Entre Ríos, compreendidas entre dois grandes rios sul-americanos, o rio Paraná e o rio Uruguai. Também correm pela região os rios Santo Antônio, Iguaçu e Peperi-Guaçu.
Configura-se como uma área úmida e verdejante do nordeste da Argentina. Seu nome é uma referência à Mesopotâmia da região do Oriente Médio, formada pela curso dos rios Tigre e Eufrates. A origem etimológica do termo é grega: Μεσοποταμία, composto de μέσος, "meio", e ποταμός, "rio", ou seja "[terra] entre dois rios".
A Mesopotâmia sul-americana tem algumas das atrações turísticas mais populares na Argentina, principalmente as Cataratas do Iguaçu, o Parque Nacional do Iguaçu e os reduções jesuíticas em Misiones.
A Mesopotâmia argentina fica de encontro com o Oceano Atlântico. Uma planície onde é cultivada a laranja, tangerina e limão. Região conhecida também por ser exportadora de arroz.